# Олексиј Резњиков
Олексиј Јуријович Резњиков (укр. Олексій Юрійович Резніков; Лавов, 18. јун 1966) јесте украјински адвокат, политичар и актуелни министар одбране Украјине од 4. новембра 2021. до 4. септембра 2023. године. Претходно је био потпредседник Владе Украјине за реинтеграцију привремено окупираних територија.

## Биографија
Рођен је 18. јун 1966. године у Лавову, Украјинска ССР, СССР. Од 1984. до 1986. године служио је у Совјетском ратном ваздухопловству. Дипломирао је право на Лавовском универзитету, где је и магистрирао 1991. године.
Након студија почиње да се бави правом. Основао је адвокатску канцеларију Правис, која се касније спојила са адвокатском канцеларијом Magisters. Током своје адвоктске праксе Резњиков је бранио бившег председника Украјине, тада председничког кандидата, Виктора Јушченка пред Врховним судом Украјине.

### Политичка каријера
Након локалних избора 2014. године изабран је за посланика у Градском већу Кијева, као члан странке Солидарност. Касније је именован за заменика градоначелника Кијева.
Дана 18. септембра 2019. године, председник Володимир Зеленски овластио је Резњикова да представља Украјину у радној групи Трилатералне контакт групе око решавања статуса Донбаса.
Дана 4. марта 2020. године именован је за потпредседника Владе Украјине за реинтеграцију привремено окупираних територија у кабинету Дениса Шмигаља. Дана 4. новембра 2021. године изабран је за министра одбране Украјине. На предлог председника Володимира Зеленског, разрешен је са места министра одбране 4. септембра 2023. године.